# Hennstedter Holz
Koordinaten: 54° 3′ 14″ N, 9° 45′ 7″ O

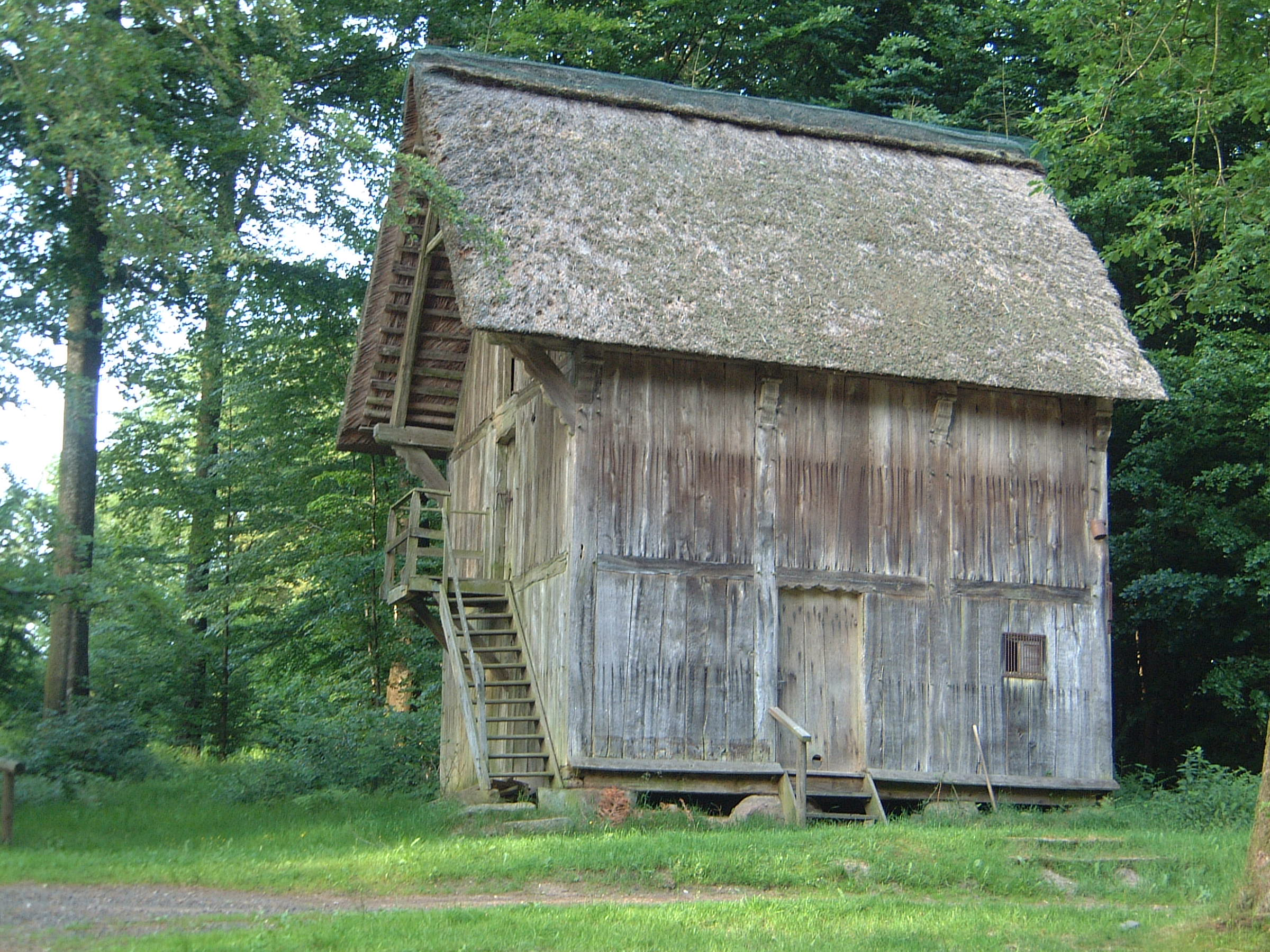
Historischer Speicher in Waldhütten, der in Niedersachsen demontiert wurde.

Der Hennstedter Holz ist ein rund 1400 Hektar großer Wald in den Kreisen Rendsburg-Eckernförde und Steinburg in Schleswig-Holstein.

## Beschreibung
Die Waldfläche befindet sich zwischen den Dörfern Aukrug, Meezen und Hennstedt. Im Hennstedter Holz liegen die zu Meezen gehörende Siedlung Waldhütten, die Fachklinik Aukrug, das Naturschutzgebiet Tönsheider Wald und das Gut Wiedenborstel. Am südwestlichen Rand liegt der höchste Punkt des Kreises Steinburg, die Itzespitze.

## Vegetation
Im Hennstedter Holz dominieren schnellwüchsigen Nadelbäume, die vom Menschen angepflanzt wurden.

## Sonstiges
Große Teile der Waldflächen befinden sich in Privatbesitz.